# سایت پرتاب وی-۲ وایت سندز
سایت پرتاب وی-۲ وایت سندز (انگلیسی: White Sands V-2 Launching Site) که با نام مجتمع پرتاب ۳۳ (انگلیسی: Launch Complex 33) نیز شناخته می‌شود، و در ابتدا منطقه پرتاب شماره ۱ ارتش (انگلیسی: Army Launch Area Number 1) نام داشت، یک مجتمع پرتاب موشک تاریخی در حوزه موشکی وایت سندز واقع در نیومکزیکو است. این مجتمع جایی بود که ایالات متحده برای نخستین بار پرتاب‌های آزمایشی موشک‌های وی-۲ آلمانی مصادره‌شده پس از جنگ جهانی دوم را انجام داد. این آزمایش‌ها نخستین گام در پیشرفت‌های نظامی در زمینهٔ ساخت موشک، و نیز در زمینهٔ توسعهٔ برنامه‌های کاوش فضایی ایالات متحده بودند. این مجتمع در سال ۱۹۸۵ به‌عنوان مکان دیدنی تاریخی ملی به ثبت رسید.

## تاریخچه
راکت وی-۲ آلمان نازی یکی از پیشرفته‌ترین جنگ‌افزارهای تولیدشده در جنگ جهانی دوم بود و صدها فروند از آن در دو سال آخر جنگ به سمت مواضع متفقین پرتاب شد. در وقایع پس از پایان جنگ، ایالات متحده عملیات گیره کاغذ را که یک برنامهٔ محرمانه بود و با موفقیت منجر به استخدام دانشمندان و مهندسین آلمانی (از جمله مهم‌ترین آن‌ها، ورنر فون براون) برای کار برای ارتش آمریکا گردید، اجرا کرد و ۱۰۰ فرمند راکت وی-۲ تسخیرشده را به حوزه موشکی تازه‌تأسیس وایت سندز منتقل کرد. در میان سال‌های ۱۹۴۶ و ۱۹۵۱، ارتش ۶۷ فروند موشک ژرفاسنج وی-۲ را از این سایت شلیک کرد. این پرتاب‌ها، به‌همراه آموزش گروهی از دانشمندان و مهندسین، مستقیماً به توسعهٔ بیشتر برنامه‌های جدید برای پرتاب راکت، و متعاقباً به اعزام انسان‌ها به فضا انجامید.

## توصیف سایت
مجتمع پرتاب ۳۳ در نزدیکی جنوبی‌ترین ناحیهٔ حوزهٔ موشکی وایت سندز، در شرق لاس کروسس، نیومکزیکو واقع شده‌است. این مجتمع در محدودهٔ حوزه موشکی فضایی به وسعت ۴٫۰ هکتار (۱۰ جریب فرنگی) در شرق موزه حوزهٔ موشکی وایت سندز قرار گرفته‌است. دو عنصر اصلی از این مجتمع پرتاب بر جای مانده‌است. یکی از آن‌ها یک سازهٔ متحرک فولادی با ارتفاع ۲۳ متر (۷۵ فوت) و عرض ۷٫۶ متر (۲۵ فوت) است که راکت‌های وی-۲ و سایر کلاس‌های بعدی راکت‌ها از روی آن پرتاب شدند. این سازه دارای چهار سکو با ارتفاع‌های مختلف است که برای جای دادن راکت‌هایی با اندازه‌های مختلف، در موقعیت خود قرار می‌گیرند. این سازه همچنین دارای شبکه‌ای از سامانه‌های بلوک و مقابله برای کمک به قرار گرفتن راکت در جای خود است. سازهٔ دیگر برجای مانده از این مجتمع یک برج دیده‌بانی بتنی با دیوارهایی به ضخامت ۳٫۰ متر (۱۰ فوت) و یک کلاهک سقف هرمی متشکل از ۸٫۲ متر (۲۷ فوت) بتن خالص است. این برج دارای درگاه‌های رصدی به‌همراه پنجره‌های شیشه‌ای اختصاصی است که امکان مشاهدهٔ پرتاب از نزدیک را فراهم می‌کند.